# Žitorađa
Žitorađa (Servisch: Житорађа) is een gemeente in het Servische district Toplica.
Žitorađa telt 18.207 inwoners (2002). De oppervlakte bedraagt 214 km², de bevolkingsdichtheid is 85,1 inwoners per km².

## Plaatsen in de gemeente
| - Asanovac - Badnjevac - Vlahovo - Voljčince - Glašince - Gornje Crnatovo - Gornji Drenovac - Grudaš - Debeli Lug - Donje Crnatovo | - Donji Drenovac - Držanovac - Dubovo - Đakus - Žitorađa - Zladovac - Jasenica - Kare - Konjarnik - Lukomir | - Novo Momčilovo - Pejkovac - Podina - Rečica - Samarinovac - Smrdić - Stara Božurna - Staro Momčilovo - Studenac - Toponica |